# Organização das Mulheres de Cabo Verde
A Organização das Mulheres de Cabo Verde (também conhecida como OMCV) é uma organização não-governamental cabo-verdiana dedicada à defesa dos direitos da mulher e promoção da igualdade de género. É reconhecida como a primeira associação feminista do país. Entre as suas fundadoras estão mulheres como Josefina Chantre e Paula Fortes.
Embora tenha começado a sua atividade anos antes, a associação foi fundada oficialmente a 27 de março de 1981, data que passou a assinalar o Dia da Mulher Cabo-verdiana. A OMCV iniciou a sua atividade como parte do movimento do Partido Africano para a Independência de Cabo Verde (PAICV). Com o apoio do governo vigente na altura, a OMCV foi fundamental para a inclusão dos direitos das mulheres nos planos de trabalhos legislativos, sendo vista como catalisadora do Código da Família e pela Lei da Despenalização do Aborto, aprovados na década de 1980. Além disso, esteve ligada à implementação de várias políticas de desenvolvimento social, tais como programa de proteção materno-infantil e planeamento familiar, bem como a implementação da rede de jardins de infância no arquipélago.